# Maliakós Kólpos
Maliakós Kólpos är en vik i Grekland.   Den ligger i regionen Grekiska fastlandet, i den centrala delen av landet, 140 km nordväst om huvudstaden Aten.